# Comunidad de aldeas de Albarracín
Este artículo es sobre el antiguo distrito medieval de Albarracín. Para consultar la comarca actual, véase Sierra de Albarracín.
La comunidad de aldeas de Albarracín o comunidad de Santa María de Albarracín, fue un distrito jurisdiccional del antiguo Reino de Aragón y, posteriormente, del Reino de España, hasta su disolución en 1833. Estaba dividida en cuatro sesmas .

## Historia
El territorio de la sierra quedó sometido a las autoridades de Albarracín desde que fue dotado con el mismo fuero de repoblación que tenía la vecina Teruel. 
Desde comienzos del siglo XIV, se detecta una primitiva organización de los pueblos o aldeas circundantes a Albarracín que se agrupan en una entidad supramunicipal. Esta institución, distinta y separada de la ciudad, surge por la necesidad que los pueblos tienen de organizar el aprovechamiento de los montes y pastos, de recaudar los tributos y también por su deseo de mayor autonomía y pretensiones de liberarse de la tutela que sobre ellos ejercía la ciudad de Albarracín.
Al principio se trataba de una organización con escasos poderes y competencias, pero con el transcurrir de los siglos estas últimas fueron aumentando, al igual que su grado de independencia. Su separación definitiva llegó en 1689, momento en el que la Comunidad logra romper su dependencia con relación a la ciudad.
La base de la Comunidad es un patrimonio constituido por una serie de montes que pertenecen a esta institución y a la ciudad de Albarracín, cuya explotación ha sido común.

Sesma de Bronchales
Sesma de Villar del Cobo
Sesma de Frías de Albarracín
Sesma de Jabaloyas

## Organización administrativa
La Comunidad de Aldeas estuvo dividida en las siguientes sesmas:
- Sesma de Jabaloyas
- Sesma de Bronchales
- Sesma de Villar del Cobo
- Sesma de Frías de Albarracín